# Аддис-Абебский договор
Аддис-Абебский договор — мирный договор между Италией и Эфиопией. Подписан 26 октября 1896 года в Аддис-Абебе по результатам Итало-эфиопской войны 1895—1896 годов.

## Значение
Договор отменил Уччальский договор 1889 года, который нарушал территориальную целостность и государственный суверенитет Эфиопии. Италия признала независимость Эфиопии. Между Эфиопией и итальянской колонией Эритрея была установлена временная граница по линии рек Мэрэб—Бэлеса—Муна, причём Италия отказывалась от прав на эфиопскую провинцию Тигре (Тыграй). По Итало-эфиопскому договору 1900 года эта граница была признана постоянной. Помимо этого, по пункту 5 договора Италия принимала на себя обязательство не делать никаких территориальных уступок в Эритрее другим державам, а в случае ухода из Эритреи передать её территорию Эфиопии.

## Конвенция о пленных
Одновременно была заключена конвенция об освобождении пленных, предусматривавшая возмещение Италией расходов на содержание итальянских пленных. Установленная сумма (10 млн франков) была выплачена в 1897—1898 годах.